# モッコル駅 (ソウル特別市)
モッコル駅（モッコルえき）は大韓民国ソウル特別市中浪区墨洞にある、ソウル交通公社7号線の駅。駅番号は718。
「モッコル」は当駅が立地する墨洞（ムクトン）の朝鮮語の固有語名である。

## 駅構造
相対式ホーム2面2線を有する地下駅で、フルスクリーンタイプのホームドアが設置されている。改札階に通じる階段はホーム1面につき2ヶ所、エレベーターは1基ずつある。
改札口は上下ホーム別々に設置されており、改札内でのホーム間の移動はできない。化粧室は改札外にある。
出口は1番から6番までの合計6ヶ所ある。

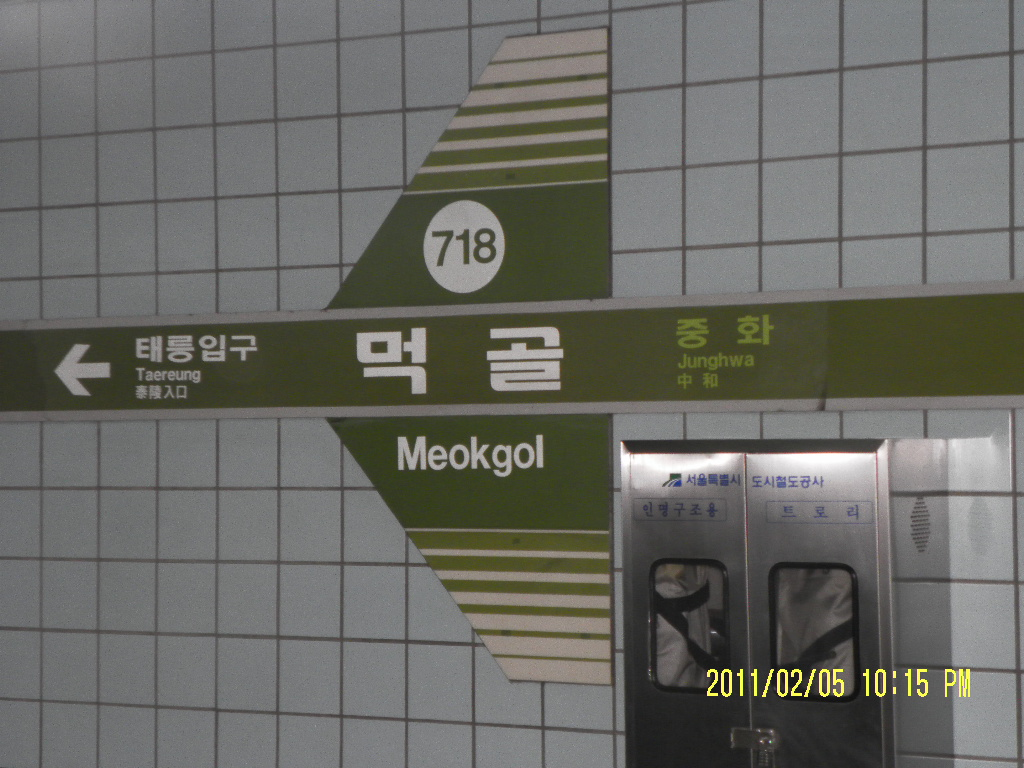
駅名標
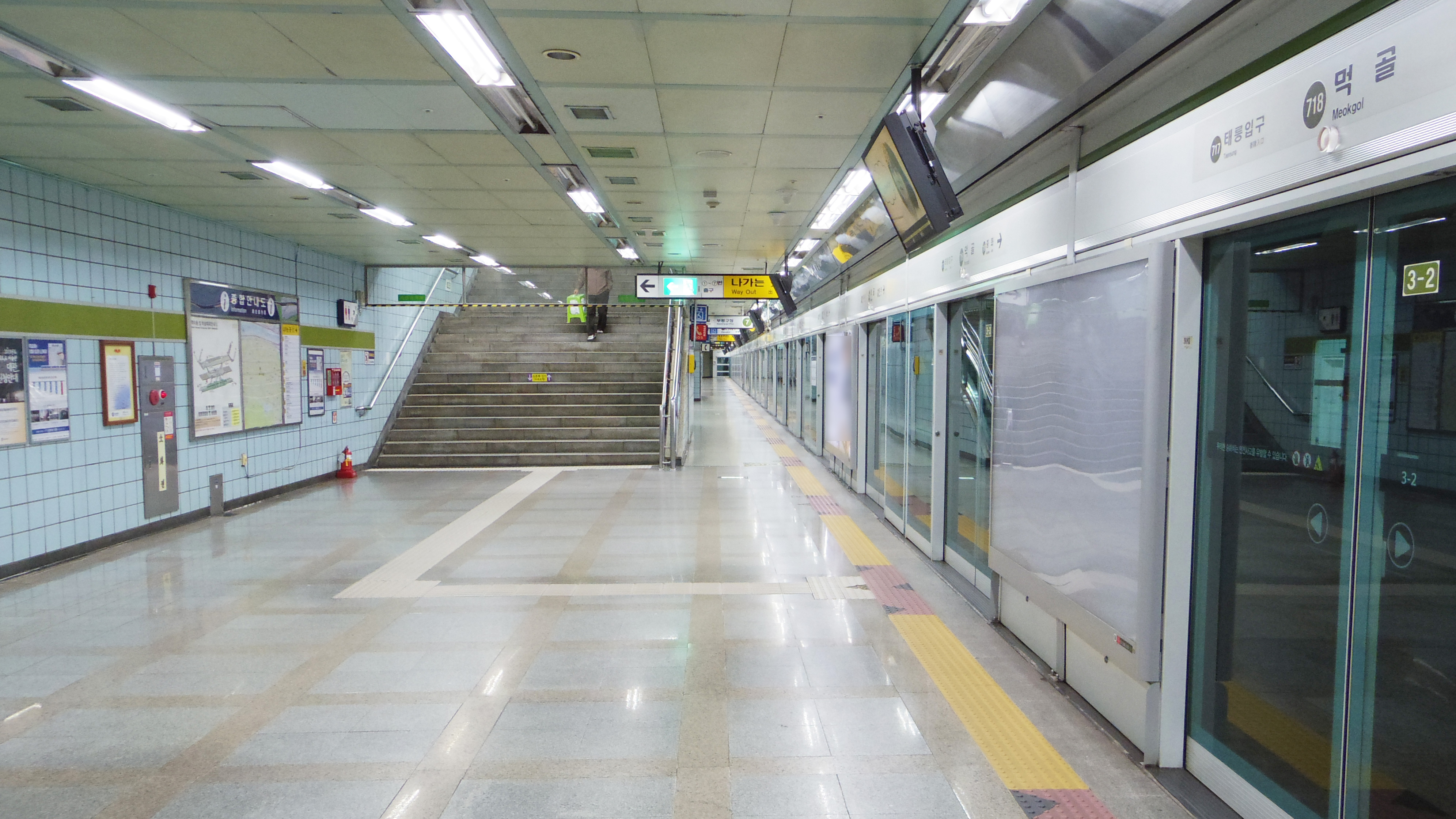
ホーム(2018年11月)

### のりば
- 案内上ののりば番号は設定されていない。

| 上り | 7号線 | 泰陵入口・蘆原・道峰山・長岩方面     |
| 下り | 7号線 | 君子・高速ターミナル・大林・温水方面 |

## 利用状況
近年の一日平均利用人員推移は下記のとおり。なお、6号線の2000年は開業日の8月7日から12月31日までの147日間の平均である。
| 路線  | 路線     | 2000年 | 2001年 | 2002年 | 2003年 | 2004年 | 2005年 | 2006年 | 2007年 | 2008年 | 2009年 | 出典  |
| ----- | -------- | ------ | ------ | ------ | ------ | ------ | ------ | ------ | ------ | ------ | ------ | ----- |
| 7号線 | 乗車人員 | 7,420  | 8,145  | 8,372  | 8,658  | 8,571  | 8,800  | 8,790  | 8,803  | 8,919  | 9,060  | [ 1 ] |
| 7号線 | 降車人員 | 6,748  | 7,415  | 7,704  | 7,970  | 7,792  | 8,236  | 8,276  | 8,197  | 8,372  | 8,582  | [ 1 ] |
| 7号線 | 乗降人員 | 14,169 | 15,560 | 16,077 | 16,627 | 16,364 | 17,036 | 17,066 | 16,999 | 17,291 | 17,642 | [ 1 ] |
| 路線  | 路線     | 2010年 | 2011年 | 2012年 | 2013年 | 2014年 | 2015年 |        |        |        |        | [ 1 ] |
| 7号線 | 乗車人員 | 9,311  | 9,958  | 10,333 | 10,733 | 10,783 | 10,725 |        |        |        |        | [ 1 ] |
| 7号線 | 降車人員 | 8,870  | 9,574  | 9,967  | 10,357 | 10,341 | 10,287 |        |        |        |        | [ 1 ] |
| 7号線 | 乗降人員 | 18,181 | 19,532 | 20,300 | 21,091 | 21,124 | 21,012 |        |        |        |        | [ 1 ] |

## 駅周辺
- 墨1洞住民センター
- モッコル公園
- ハイマートモッコル駅店
- イーマート墨洞店
- 烽火山
- 泰陵中学校
- 墨賢初等学校
- 新墨初等学校

## 歴史
- 1996年10月11日 - 開業。

## 隣の駅
ソウル交通公社
 7号線
泰陵入口駅 (717) - モッコル駅 (718) - 中和駅 (719)　